# Hermann Pieper (Politiker)
Hermann Gerhard Pieper (* 6. April 1881 in Altenessen; † 17. Mai 1962 in Essen) war ein deutscher Kommunalpolitiker.

## Leben
Hermann Pieper, Sohn eines Handwerkers, besuchte das Burggymnasium in Essen. Am 2. April 1897 trat er als Zivilsupernumerar der Stadtverwaltung Essen bei und absolvierte eine Ausbildung zum gehobenen Verwaltungsdienst. Im Anschluss war er auf verschiedenen Dienststellen tätig, ab 1903 als Berufsvormund. Im Ersten Weltkrieg war er zwischen 1914 und 1918 Kriegsteilnehmer. Danach war er mit dem Aufbau der Verwaltungsschule der Stadt Essen und folgend mit deren Leitung betraut, zuletzt als Oberstadtsekretär.
Am 1. August 1920 wurde Pieper als Nachfolger von Johann Krake zum dritten und letzten Bürgermeister der 1896 gegründeten Bürgermeisterei Kupferdreh bestellt. Die Ernennung erfolgte am 1. Februar 1921, die Amtseinführung am 23. März des Jahres. Nachdem Kupferdreh am 1. August 1929 als Stadtteil zur Stadt Essen eingemeindet worden war, wurde Pieper zum vorläufigen Leiter der noch in Kupferdreh verbliebenen Verwaltungsstelle beordert. Zum 1. April 1934 ging er in den Ruhestand.
Auf Veranlassung von Essens Oberbürgermeister Franz Bracht übernahm Pieper die Geschäftsführung der Essener Gemeinnützigen Ausstellungsgesellschaft, die er bis 1946 ausübte. Als Nebenamt war er während des Zweiten Weltkriegs von 1939 bis 1941 Direktor des Essener Stadthafens am Rhein-Herne-Kanal.
Hermann Pieper ist auf dem Essener Friedhof Bredeney beigesetzt.